# جو جویس (بوکسور)
جو جویس (انگلیسی: Joe Joyce؛ زادهٔ ۱۹ سپتامبر ۱۹۸۵) بوکسور اهل بریتانیا است.